# Chares von Mytilene
Chares von Mytilene (altgriechisch Χάρης Chárēs) war ein antiker griechischer Geschichtsschreiber. Er lebte im 4. Jahrhundert v. Chr.
Chares stammte aus der Stadt Mytilene auf der Insel Lesbos. Er beteiligte sich am Feldzug Alexanders des Großen gegen das persische Achämenidenreich. Wahrscheinlich fungierte er dabei als eine Art Haushofmeister (eisangeleus), womit er wohl für die Einhaltung des Hofprotokolls und Audienzen verantwortlich war. Später verfasste er eine Geschichte des Alexanderzugs in zehn oder elf Büchern. Von dem Werk, das nach Athenaios den Titel Geschichten über Alexander hatte, sind nur Fragmente überliefert, die aber teils von großem Wert sind. So berichtet Chares etwa über die Massenhochzeit von Susa und andere Ereignisse am Hof Alexanders.
Die Zuverlässigkeit des Chares lässt sich nur schwer einschätzen, da in manchen Fragmenten, die den teils anekdotenhaften Charakter seines Werks verraten, Ungenauigkeiten oder sogar grobe Fehler feststellbar sind; teils sind auch romanhafte Züge auszumachen, so in der Erzählung über Zariadres. Es dürfte sich bei dem Werk nicht um eine streng chronologische und erschöpfende Geschichtsdarstellung gehandelt haben, sondern vielmehr um eine Schilderung, die sich auf bestimmte Ereignisse konzentrierte und deren Handlungszentrum der Hof Alexanders war. Chares’ Werk wurde von den Alexanderhistorikern Athenaios, Kleitarchos, Aristobulos von Kassandreia, Duris von Samos und Plutarch genutzt.

## Textausgaben
- Felix Jacoby: Die Fragmente der griechischen Historiker, Nr. 125 (Band II B, S. 657–665; Band II D, S. 432–437)
- Brill’s New Jacoby Nr. 125 (Text, englische Übersetzung und Kommentar)